# Housko
Housko (německy Hausko) je část obce Vysočany v okrese Blansko. Nachází se v Drahanské vrchovině přibližně 8 km jihovýchodně od Boskovic. Původní středověká ves byla opuštěna v 15. století a zanikla. Současná osada byla obnovena v 18. století, kdy zde vznikla sklárna.

## Název
Vesnice se zprvu jmenovala Husí, což označovalo místo, kde se pasou nebo žijí husy. Po zániku během husitských válek se pusté místo začalo označovat jako Husko, přičemž přípona -sko byla běžná pro označení zaniklých vsí. Později došlo k hláskové změně na Housko.

## Historie
Původní vesnice Housko se nacházela přibližně 1 km severně od současné zástavby v místě zvaném „U kostelíčka“. Na základě archeologických nálezů se její vznik datuje do druhé poloviny 13. století, přičemž první písemná zmínka pochází z roku 1349, kdy je uváděna pod německým názvem Hertwigslag. Tento název s příponou -lag naznačuje, že se jednalo o lesní lánovou ves. V roce 1371 se v pramenech objevuje slovanský název Hussy, později jako Husschie (1385) a Husie (1437), kdy je zároveň zmiňován místní kostel. Vesnice byla pravděpodobně zničena během husitských válek, což potvrzují archeologické nálezy. Roku 1493 je poprvé výslovně uvedena jako pustá. Zůstala neosídlená i v letech 1511, 1550 a 1564.
Obnova vesnice proběhla až v roce 1760, kdy zde byla vystavěna sklárna. Roku 1793 mělo Housko 20 domů a 129 obyvatel. Obyvatelé se živili převážně zemědělstvím, tkalcovstvím a výrobou vápna.
V roce 1911 byl v obci založen Sbor dobrovolných hasičů, o devět let později občané vykoupili panská pole pod hostincem. Roku 1925 byla vystavěna kaple s hasičským skladištěm, na jejíž výstavbu přispěl hrabě Hugo Salm z Rájce. Obec byla elektrifikována v roce 1928. V roce 1964 došlo ke sloučení Houska se sousední vsí Molenburk a vznikla nová obec Vysočany.

## Archeologický výzkum
Lokalita bývalé vesnice Housko byla podrobena archeologickému výzkumu, který vedli Ervín Černý a Jiří Doležel. Během povrchového průzkumu byly odkryty pozůstatky kamenných staveb a keramika datovaná do 14.–15. století. Byly zde nalezeny i doklady hluboké orby a pravděpodobné relikty původního kostela, jehož poloha odpovídá místnímu označení „U kostelíčka“. Podle dochovaných písemných pramenů bylo Housko ještě v roce 1349 uváděno jako osídlené, avšak roku 1532 je již vedeno jako pusté. Jihozápadně od vesnice se nacházelo staré kamenolomy, které mohly sloužit k těžbě materiálu pro stavby v regionu.